# Tintry
Tintry település Franciaországban, Saône-et-Loire megyében. Lakosainak száma 79 fő (2022. január 1.). Tintry Collonge-la-Madeleine, Auxy, Morlet, Saint-Émiland, Saint-Gervais-sur-Couches és Saint-Martin-de-Commune községekkel határos.

## Népesség
A település népessége az elmúlt években az alábbi módon változott:
| Lakosok száma | 75   | 77   | 80   | 78   | 78   | 79   | 79   | 79   | 79   |
|               | 2013 | 2015 | 2016 | 2017 | 2018 | 2019 | 2020 | 2021 | 2022 |